# 김남훈 (1994년)
김남훈(1994년 1월 26일 ~)은 대한민국의 가수다. 2015년 싱글 《그립다 니가》로 데뷔했다.

## 방송
- 보이스 코리아 2 (2013) - Top28

## 음반
- 그립다 니가 (2015)
- 마녀의 성 OST Part.12 (2016)
- 올레 Special Song (2016)

### 타이탄
- 사.사.해 (2017)